# Chester City
Chester City (offiziell: Chester City Football Club; ehemals: Chester Football Club bzw. Chester F.C.) – auch bekannt als The Blues – war ein englischer Fußballverein aus Chester, einer Stadt im Nordwesten Englands, nahe der Grenze zu Wales.

## Geschichte

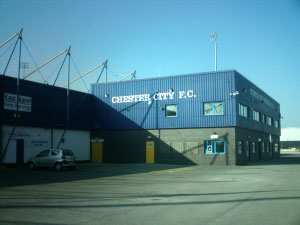
Deva Stadium – Chester City Football Club (Aufnahme von 1992)

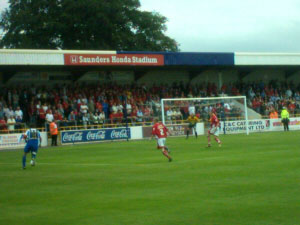
Ansicht eines Spiels von Chester City im Deva Stadium, 1992.

Der Club entstand 1885 nach einer Fusion der beiden Vereine Chester Rovers und Old King's Scholars unter seinem Gründungsnamen Chester F.C. Bis 1890 spielte der Verein nur Freundschaftsspiele, ehe er der Combination League beitrat; einer Liga an der Mannschaften aus dem Norden und Nordwesten von Großbritannien und Wales teilnahmen. 1895 gewann der Verein den Cheshire Senior Cup, 1889 verlor man den alten Sportplatz. 1901 fand der Verein eine neue Spielstätte an der Whipcord Lane. Die Mannschaft nahm am Welsh Cup in der ersten Hälfte des letzten Jahrhunderts teil und gewann 3 Wettbewerbstitel (1908, 1933 und 1947). Ab 1908 spielte der Club im Stadion an der Sealand Road. 1909 gewannen sie die Combination League.
Als regelmäßiger Teilnehmer der unteren Ligen des englischen Fußballs sah sich Chester City mit einer Reihe von Schwierigkeiten konfrontiert, zum einen aufgrund der geringen Anzahl von Fans (die Stadt Chester hatte derzeit nur 77.000 Einwohner) und zum anderen aufgrund der Tatsache, dass sie schon immer in engen Stadien mit einer Kapazität von weniger als 8.000 Personen spielten. Die Probleme wurden in den 1930er Jahren sichtbar, als der Klub in der 3. Nord-Division antrat, was der 14. Stufe im englischen Fußballsystem entsprach. Beim FA-Pokal 1933 gelang ihr jedoch mit einem 5:0-Sieg gegen Fulham ein Kunststück.
1983 beschloss die Leitung von Chester, den Namen des Clubs um das Suffix „City“ zu ergänzen, der sodann in Chester City Football Club umbenannt wurde.
Ab 1992 spielte der Club im Deva Stadium, welches am 24. August 1992 von Lord Aberdare eröffnet wurde. Das Deva Stadium wurde von 2004 bis 2007 vorübergehend in Saunders Honda Stadium umbenannt.
Zuletzt spielte Chester City in der Conference National. Da dem Verein aber wegen finanzieller Unregelmäßigkeiten 25 Punkte abgezogen wurden, erschien ein Klassenerhalt ausgeschlossen. Der Verein wurde am 10. März 2010 aufgelöst. Als Nachfolgeverein entstand der FC Chester.

## Spieler
- Ian Rush (1978–1980)
- Mike Salmon (1982)
- Lee Dixon (1984–1985)
- Arthur Albiston (1991–1993)
- Junior Agogo (1999)
- Ian Joy (2002–2003)
- Luke Dimech (2005–2006)
- Stéphane Gillet (2006)

## Trainer
| - Charlie Hewitt 1930–1936 - Harry Mansley 1936 (Interimstrainer) - Alex Raisbeck 1936–1938 - Frank Brown 1938–1953 - Louis Page 1953–1956 - John Harris 1956–1959 - Stan Pearson 1959–1961 - Bill Lambton 1962–1963 - Peter Hauser 1963–1968 - Ken Roberts 1968–1976 - Alan Oakes 1976–1982 - Cliff Sear 1982 (Interimstrainer 1984) - John Sainty 1982–1983 - Trevor Storton 1983–1984 (Interimstrainer) - John McGrath 1984 - Mick Speight 1984–1985 - Harry McNally 1985–1992 | - Graham Barrow 1992–1994 & 2000–2001 - Mike Pejic 1994–1995 - Derek Mann 1995 - Kevin Ratcliffe 1995–1999 - Terry Smith 1999–2000 - Ian Atkins 2000 - Gordon Hill 2001 - Dean Spink, Owen Brown und Andy Porter 2001–2002 (Interimstrainer) - Steve Mungall 2001 - Mark Wright 2002–2004 & 2006–2007 & seit 11/2008 - Ray Mathias 2004 (Interim) - Ian Rush 2004–2005 - Dave Bell 2005 (Interim) - Keith Curle 2005-06 - Simon Davies 2007 (Interim), 2008 - Bobby Williamson 2007–2008 |